# إسناد خاطئ للذاكرة
يُشير الإسناد الخاطئ للذاكرة أو إسناد المصدر الخاطئ في علم النفس إلى التعريف الخاطئ لأصل الذاكرة من قِبَل الشخص الذي يسترجعها. يحدث هذا الإسناد الخاطئ عادةً عندما يعجز الأفراد عن المراقبة والتحكم في تأثير مواقفهم على أحكامهم أثناء عملية الاسترجاع. ينقسم الإسناد الخاطئ إلى ثلاثة مكونات: الذاكرة الخفية، والذكريات الكاذبة، والتباس المصادر. ورد هذا المفهوم في الأصل كواحد من «الخطايا السبعة للذاكرة» التي حددها دانيال شاكتر.

## مكونات الإسناد الخاطئ

### الذاكرة الخفية
الذاكرة الخفية هي شكل من أشكال الإسناد الخاطئ. تتضمن تأثيرًا لاواعيًا من الذاكرة يؤدي إلى نسب الأفكار الحالية بشكل خاطئ على أنها جديدة. بمعنى آخر، يعتقد الأفراد خطًا أنهم المصدر الأصلي لهذه الأفكار. عندما تظهر الذاكرة الخفية في الأعمال الأدبية أو الأفكار الأكاديمية، يُشار إليها غالبًا باسم «الانتحال غير المقصود»، حيث يعتقد الشخص بحسن نية أن الفكرة من إبداعه الخاص. ينقسم الانتحال غير المقصود إلى شكلين: الشكل الأول يتمثل في إعادة إنتاج فكرة سبق رؤيتها مع الاعتقاد بأنها جديدة. أما الشكل الثاني يتمثل في تذكُّر أفكار مؤلفين آخرين ونسبها إلى الذات. على سبيل المثال، قد يسترجع شخصٌ ما فكرةً أو نكتةً ما معتقدًا خطًا أنه مصدرها الأصلي، دون قصد منه إلى الانتحال.

### الذكريات الكاذبة
الذكريات الكاذبة هي ذكريات يعتقد الأفراد صحتها ويسترجعونها كأحداث واقعية، بينما لم تحدث أصلًا. غالبًا ما يتشكل هذا النوع من الذكريات بعد سماع تقارير خاطئة من الآخرين عن تفاصيل حدث ما. على سبيل المثال، إذا شاهد مشاركون فيديو لجريمة تظهر فيها سيارة زرقاء، ثم سمعوا لاحقًا وصفًا مضللًا للسيارة بأنها بيضاء، فقد يطورون ذكرى كاذبة لسيارة بيضاء في مكان الجريمة بدلًا من الزرقاء. يمكن أن تتراوح الذكريات الكاذبة من تفاصيل ثانوية في حدث ما إلى أحداث كاملة لم تقع أبدًا، مثل تذكُّر شخصٍ ما أنه ضاع في مركز تجاري مزدحم خلال طفولته رغم عدم حدوث ذلك.

### التباس المصادر
التباس المصادر هو سمة تُلاحَظ في روايات أشخاص مختلفين عن الحدث ذاته بعد سماعهم آخرين يتحدثون عن الموقف. مثال على ذلك: شاهد عيان يسمح ضابط شرطة يذكر وجود مسدس، ثم يدَّعي لاحقًا أنه رأى المسدس بنفسه. يُعد فهم مصدر الذكريات أمرًا بالغ الأهمية للعمليات الذهنية الضرورية للحياة اليومية، إذ تنشأ الذكريات من التجارب الحسية وكذلك من الأفكار والمشاعر والاستنتاجات والخيال. تفترض «نظرية مراقبة المصدر» أن أخطاء الذاكرة تحدث عندما تُنسب المعلومات الحسية بشكل خاطئ إلى مصدر تجربة سابقة. قد يحدث هذا عندما يتشارك حدث ما خصائص مع مصدر آخر. عندما تتعدد المصادر الحسية حول حدث ما، يصبح الدماغ قادرًا بسهولة على استدعاء ذكرى ذلك الحدث حتى لو لم يختبره الشخص مباشرة، مما يُنتج ذكرى مُسندة بشكل خاطئ.
في حالة لافتة لالتباس المصادر، اتهمت ناجية من اعتداء جنسي طبيبًا مختصًا في الذاكرة خطًا بأنه المعتدي عليها. في هذه الحالة، كان الطبيب قد ظهر سابقًا في برنامج تلفزيوني شاهدته الناجية قبل تعرُّضها للاعتداء. فأَسندت الناجية وجه الطبيب إلى المعتدي عن طريق الخطأ. مثال آخر يتعلق بالرئيس الأمريكي الراحل رونالد ريغان، حيث كان يروي قصة بطولية لطيار منحه ميدالية بشكل شخصي. لكنه في الواقع كان يسترجع قصة من عمل درامي بعنوان «أجنحة وصلاة» (Wing and a Prayer). ومع ذلك، كان ريغان مقتنعًا تمامًا بأنه شارك في منح الميدالية لهذا البطل الحربي.

## الأسباب

### الأسباب المعرفية

#### أسباب الذاكرة الخفية
الذاكرة الخفية هي خطأ في مراقبة المصدر، حيث يواجه الأشخاص صعوبة في تحديد ما إذا كانت فكرة ما نابعة من داخلهم أم ناتجة عن تجربة خارجية. ينسب الأفراد في بعض الأحيان فكرةً جديدةً إلى أنفسهم عن طريق الخطأ، بينما هم في الواقع يسترجعونها من تجربة سابقة. يفشل البعض في تكوين ذكريات مفصلة بما يكفي لربطها بمصدرها الأصلي، مما يؤدي إلى إسناد الذاكرة بشكل خاطئ إلى مصدر غير صحيح. غالبًا ما يعتقد الأشخاص بحسن نية أن المعلومات التي انتحلوها هي من إنتاجهم الخاص.
الانتحال غير المقصود يكون أكثر شيوعًا عند استخدام معلومات ينتجها الآخرون مقارنةً بتلك التي ننتجها نحن. يعزو الباحثون هذا إلى أن الذاكرة والارتباطات تكون أقوى للمصطلحات التي نُنتجها بأنفسنا، إذ تُخزَّن المعلومات ذاتية المنشأ بشكل أفضل في الذاكرة طويلة المدى. علاوةً على ذلك، تزداد حالات الذاكرة الخفية عندما تُطرح معلومات من قِبَل الآخرين قبل أن يطرح الشخص فكرته الخاصة. قد يعود هذا إلى انشغال الأفراد بالتفكير في ردودهم التالية، بدلًا من التركيز على تتبُّع مصدر المعلومة.

#### أسباب الذكريات الكاذبة
يحدث التعرف الخاطئ نتيجةً لاستجابة ارتباطية ضمنية، وهي ارتباط تلقائي بين مفهومين في الذاكرة. يُعتقد أن هذه الاستجابات الارتِباطية لا تصل إلى مستوى الوعي، وبالتالي يُفترض أن تنشيط المفهوم يبقى ضمنيًا. على سبيل المثال، عند رؤية كلمة مثل «سيارة»، قد يُفكِّر الأشخاص لاواعيًا في كلمة مرتبطة مثل «شاحنة». إذا عُرضت كلمة «شاحنة» عليهم لاحقًا، قد يُصرّون على أنهم تعرَّفوا عليها سابقًا بينما هم في الواقع أنتجوها داخليًا. يُعتقد أن تنشيط الكلمة المعروضة قد يُنشط الكلمة المرتبطة بها، مما يجعل المعلومة قابلة للاستدعاء بسهولة. أظهرت الأبحاث أيضًا أن زيادة التشابه بين الكلمات المعروضة والكلمات المرتبطة، أو وجود عناصر متشابهة في القائمة، تزيد من احتمالية وقوع أخطاء التعرف الخاطئ.
يُعد التشابه القائم على الجوهر سببًا آخر للتعرف الخاطئ، إذ يعتمد على ترميز المعلومات الدلالية بقوة بدلًا من التفاصيل المميزة. عند دراسة قائمة تحتوي على العديد من الكلمات المرتبطة دلاليًا، يحدث تداخل كبير بين العناصر في الذاكرة. يؤدي عدم القدرة على فصل كل مفهوم عن الآخر إلى صعوبة استرجاع التفاصيل الدقيقة، مما يدفع الأشخاص إلى الاعتماد على «جوهر الذاكرة» بدلًا من التفاصيل المحددة. قد يُكوِّن الأشخاص فكرة منظمة عن «الجوهر الدلالي» للحدث، مما يؤدي إلى التعرف الخاطئ على أي شيء مشابه لهذا الجوهر. وُجِد أيضًا أن التشابه القائم على الجوهر يظهر في حالات لا تُعتبر فيها الاستجابات الارتِباطية الضمنية مصدرًا محتملًا للإسناد الخاطئ. كما تزداد أخطاء التعرف الخاطئ عندما يُفرض ضغط زمني أثناء عملية التعرف، إذ تتطلب عمليات تتبُّع مصدر الذاكرة وقتًا كافيًا، ونقص هذا الوقت يؤدي إلى ارتكاب الأخطاء بشكل متكرر.
تطرح نظرية الأثر الضبابي - كنقيضٍ لنظريات أخطاء مراقبة المصدر - أن الذكريات تتكون من مكونين: آثار الجوهر والآثار الحرفية. تمثل الآثار الحرفية التفاصيل السطحية للمنبهات المادية، بما في ذلك الصور البصرية الواضحة ومعلومات المصدر الخاصة بالتجربة. رغم أن كلا النوعين من الآثار يُرمَّزان في الذاكرة بشكل متزامن، إلا أنهما يُخزَّنان في مناطق منفصلة من الدماغ، مما يمنح كلًّا منهما عمرًا افتراضيًا مميزًا. تتدهور الآثار الحرفية بسرعة على الرغم من توفرها بسهولة عند الترميز الأولي للذاكرة. لذلك تُفسر النظرية حدوث الذكريات المُسندة بشكل خاطئ نتيجةً لقصر العمر الافتراضي للآثار الحرفية، حيث تتراجع جودة معلومات المصدر بسرعة. وبالتالي، تزداد احتمالية الإسناد الخاطئ للذاكرة كلما زادت الفترة الزمنية بين ترميز التجربة واسترجاع الذاكرة لاحقًا.